# ضاحية سدايم
ضاحية سدايم؛ تقع في موقع مميز شمال أبحر بمدينة جدة وبالقرب من الواجهة البحرية وخليج الملك سلمان، وتقدر بمساحة إجمالية أكثر من 3,8 مليون متر مربع.

## المصالح والخدمات الحكومية والأهلية
تضم الضاحية مواقع مخصصة للمرافق الإدارية والحكومية، ومراكز التسوق التجارية، وحدائق مفتوحة ومغلقة، ومراكز للرعاية الصحية، ومدارس لمختلف المراحل التعليمية وعدد من المساجد، وتتميز الضاحية بتصاميمها المختلفة ومساحاتها المتنوعة.

## وصلات خارجية
- ضاحية سدايم
- عام / سمو محافظ جدة يدشن ضاحية "سدايم" السكنية